# 乙女系
乙女系（おとめけい）とは、以下の3つの意味を含む。
1. 恋愛を扱った少女趣味的な女性向けの小説、漫画、アニメ、ゲームなどの総称である。
2. 若年女性によるサブカルチャーである。従来の少女文化が、1990年代後半以降に、従来の少女趣味の枠にとどまらない多様な傾向を含む文化として再編されたものである。
3. 女主人公の名前変換機能を持つ「乙女ゲーム」に酷似した女性向けのフィクションの総称（漫画、ライトノベル、天使やユニコーンのぬいぐるみ等の「2.5次元」商品も指す）。恋愛を題材にした少女漫画や実写作品には、条件に当て嵌まらない作品も多数存在する。

また、TBS系バラエティ番組『学校へ行こう!』の2000年の企画、「みのりかわ乙女団」において、乙女的な嗜好を持つ少年を乙女系男子と命名した（ただしこの企画には、風貌が乙女的なだけの者や単に分類不明な不思議ちゃん的人物も含まれていた）。

## 関連ジャンル
- ドリーム小説
- 恋愛小説
- 少女漫画
- 少女小説
- ドリーム小説
- 乙女ゲーム
- 百合 (ジャンル)
- ボーイズラブ
- 森ガール

## 関連作品
- オトメン（乙男） - タイトルが流行語になっている。